# Spring Mountain District AVA
Spring Mountain District AVA (anerkannt seit dem 13. Mai 1993) ist ein Weinbaugebiet im US-Bundesstaat Kalifornien und ist Teil der überregionalen Napa Valley AVA. Die Rebflächen wurden häufig terrassenförmig an den Hängen der Mayacamas Mountains im Nordwesten des Napa Valley in der Nähe der Städte Calistoga, Rutherford und St. Helena angelegt.
Die Weinberge liegen auf einer Höhe von 122 bis 792 m ü. NN und damit deutlich höher als der Rest des Napa Valley. Das am 13. Mai 1993 offiziell anerkannte Weinbaugebiet wird daher nicht von den morgendlichen und abendlichen kühlenden Nebeln der Region erreicht, profitiert jedoch allabendlich von kühlenden Winden der Bucht von San Pablo.